# Pepión

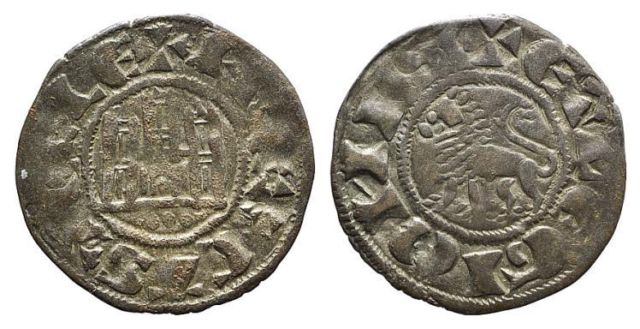
Pepión de Fernando IV de Castilla.

El pepión o dinero pepión era una moneda castellano-leonesa menuda de vellón que tuvo una existencia bastante dilatada.
En la documentación aparece citada desde el año 1217 hasta aproximadamente el año 1265. Su uso en el Reino de Castilla durante el siglo XIII, conviviendo con las acuñaciones andalusíes que circulaban en la época, hace pensar que se acabó convirtiendo en moneda de cuenta
Metrológicamente hablando un sueldo de 12 dineros o pepiones equivalían en peso a 1 dirham de plata o a 2 dirham almohades. Y 15 sueldos (en plata) equivalían a 1 morabetino de oro.
En tiempos del Rey Alfonso X el Sabio se fijó su valor de forma que 2 pepiones valían 1 dinero burgalés, y noventa burgaleses equivalían a 1 maravedí (de plata).